# Skróty fitosocjologiczne
Tego typu skróty i określenia (głównie łacińskie) można spotkać podczas lektury prac fitosocjologicznych, najczęściej w tabelach fitosocjologicznych.
| skrót  | pełne brzmienie                    | znaczenie polskie                                  |
| ------ | ---------------------------------- | -------------------------------------------------- |
| All.   | alliancia                          | związek                                            |
| Ass.   | associatio                         | zespół roślinności                                 |
| Cl.    | classis                            | klasa                                              |
|        | foederatio                         | związek (dawne określenie)                         |
| O.     | ordo                               | rząd                                               |
| SAll.  | suballiancia                       | podzwiązek                                         |
| SAss.  | subassociatio                      | podzespół                                          |
| SCl.   | subclassis                         | podklasa                                           |
| SO.    | subordo                            | podrząd                                            |
|        | subfoederatio                      | podzwiązek (dawne określenie)                      |
|        | typicum                            | typowy (podzespół typowy)                          |
| D.     |                                    | takson wyróżniający                                |
| Ch.    |                                    | takson charakterystyczny                           |
| AssGr. | Association Group                  | grupa zespołów                                     |
| Comp.  |                                    | gatunki towarzyszące                               |
| ChSC   | Characteristic Species Combination | charakterystyczna kombinacja gatunków (syntaksonu) |